# Socjalistyczna Partia USA
Socjalistyczna Partia USA (ang. Socialist Party USA), pełna nazwa Socjalistyczna Partia Stanów Zjednoczonych Ameryki (ang.  Socialist Party of the United States of America, SPUSA) – amerykańska socjalistyczno-demokratyczna partia polityczna. SPUSA została założona w 1973 jako następca Socjalistycznej Partii Ameryki, która w 1972 została przekształcona na stowarzyszenie Socjaldemokratów.

## Opis
Partia oficjalnie prezentuje poglądy socjalizmu demokratycznego o wielu tendencjach. Przeciwstawia się wszelkim formom ucisku, szczególnie kapitalizmowi i autorytarnym formom komunizmu. Opowiada się za stworzeniem „radykalnej demokracji, która daje kontrolę nad życiem ludzi”, „nierasistowskiego, bezklasowego, feministycznego i socjalistycznego społeczeństwa”, w którym „ludzie posiadają i kontrolują środki produkcji i dystrybucji poprzez demokratycznie kontrolowane agencje publiczne, spółdzielnie lub inne grupy zbiorowe". Stoi na stanowisku, że „pełne zatrudnienie powinno być realizowane dla wszystkich, którzy chcą pracować”; „pracownicy mają prawo do swobodnego tworzenia związków zawodowych oraz do strajkowania i angażowania się w inne formy akcji zawodowych”; a „produkcja społeczeństwa służy dobru całej ludzkości, a nie prywatnym korzyściom nielicznych”.
SPUSA powiada się za całkowitą niezależnością od Partii Demokratycznej. Tak jak jej poprzedniczka, różne stopnie wsparcia, gdy jej kandydaci konkurowali z kandydatami z Partii Republikańskiej i Demokratycznej.
Biuro krajowe SPUSA z siedzibą w AJ Muste Institute mieści się przy 168 Canal Street w dzielnicy Chinatown w Nowym Jorku. Partia posiada również organizacje stanowe w Michigan i New Jersey, a także czarterowanych mieszkańców w całym kraju.
W październiku 2019 Partia socjalistyczna nominowała Howie Hawkinsa na prezydenta Stanów Zjednoczonych w wyborach w 2020. Hawkins dąży również do nominacji prezydenckiej Partii Zielonych, a także różnych partii na szczeblu stanowym, takich jak Partia Pokoju i Wolności w Kalifornii i Partia Unii Wolności w Vermont, starając się zjednoczyć „niesekciarską niezależną lewicę” za sobą.